# ジュリエット・カスバート
ジュリエット・カスバート（Juliet Cuthbert、1964年4月6日 - ）は、ジャマイカのセント・トーマス教区出身の陸上競技選手。短距離種目で活躍した選手で、1992年バルセロナオリンピックでは100m、200mでそれぞれ、アメリカのゲイル・ディバース、グウェン・トーレンスに次いで銀メダルを獲得。4年後の1996年アトランタオリンピックでは、4×100mリレーのジャマイカの第2走者として、銅メダル獲得に貢献した。
さらに、カスバートは世界選手権の4×100mリレーで、1991年の東京大会の金メダルを含めて3個のメダルを獲得している。

## 記録
| 年   | 大会                     | 場所                       | 種目         | 結果 | 記録   |
| ---- | ------------------------ | -------------------------- | ------------ | ---- | ------ |
| 1988 | オリンピック             | ソウル(大韓民国)           | 100m         | 7位  | 11秒26 |
| 1988 | オリンピック             | ソウル(大韓民国)           | 4×100mリレー | －   | DNF    |
| 1991 | 世界陸上選手権           | 東京(日本)                 | 100m         | 6位  | 11秒33 |
| 1991 | 世界陸上選手権           | 東京(日本)                 | 4×100mリレー | 1位  | 41秒94 |
| 1992 | オリンピック             | バルセロナ(スペイン)       | 100m         | 2位  | 10秒83 |
| 1992 | オリンピック             | バルセロナ(スペイン)       | 200m         | 2位  | 22秒02 |
| 1992 | オリンピック             | バルセロナ(スペイン)       | 4×100mリレー | －   | DNF    |
| 1993 | IAAFグランプリファイナル | ロンドン(イギリス)         | 100m         | 3位  | 11秒22 |
| 1995 | 世界陸上選手権           | イェーテボリ(スウェーデン) | 100m         | 8位  | 11秒44 |
| 1995 | 世界陸上選手権           | イェーテボリ(スウェーデン) | 4×100mリレー | 2位  | 42秒25 |
| 1996 | オリンピック             | アトランタ(アメリカ合衆国) | 200m         | 7位  | 22秒60 |
| 1996 | オリンピック             | アトランタ(アメリカ合衆国) | 4×100mリレー | 3位  | 42秒24 |
| 1997 | 世界室内陸上選手権       | パリ(フランス)             | 200m         | 2位  | 22秒77 |
| 1997 | 世界陸上選手権           | アテネ(ギリシャ)           | 4×100mリレー | 2位  | 42秒10 |